# Colin Jordan
Colin Jordan (Birmingham, 19 giugno 1923 – Pateley Bridge, 9 aprile 2009) è stato un politico inglese.
Esponente di spicco del neonazismo britannico, è stato il capo dell'Unione mondiale dei Nazionalsocialisti dal 1968 al 2009.

## Biografia
Figlio del docente universitario Percy Jordan e dell'insegnante Bertha Jordan, frequentò la Warwick School dal 1934 al 1942. Durante la Seconda guerra mondiale tentò di arruolarsi nella Fleet Air Arm e nella RAF ma, dopo aver fallito i test per entrambe, entrò nella Royal Army Educational Corps (un corpo dell'esercito britannico incaricato di educare e istruire il personale in una vasta gamma di competenze). Successivamente studiò presso il Sidney Sussex College di Cambridge, dove ottenne nel 1949 una laurea in Storia. In quello stesso anno insegnò matematica in una scuola secondaria di Coventry. Nel 1953 conseguì un Master of Arts (ossia una laurea magistrale).
Quando era a Camdrige, Jordan fondò un gruppo studentesco nazionalista che venne invitato a entrare nel British People's Party, un piccolo partito di estrema destra fondato dal duca di Bedford. Dopo la fine del conflitto nella British League of Ex-Servicemen and Women, un gruppo di reduci neofascisti fondato da Jeffrey Hamm (segretario di Oswald Mosley), ma successivamente si legò ad Arnold Leese, veterinario e leader politico antisemita del partito da lui fondato Imperial Fascist League, gruppo inglese apertamente fascista ma in netta opposizione con le idee di Mosley e della sua British Union of Fascists. Leese divenne un vero e proprio mentore per Jordan a tal punto da permettergli di utilizzare la sua mansione a Notting Hill come quartier generale politico anche dopo la sua morte.
Successivamente aderì alla League of Empire Loyalists fondata da A. K. Chesterton (cugino del celebre scrittore) ma nel 1957, non condividendo la linea elettorale del movimento (ritenuta troppo accondiscendente verso i conservatori), decise di fondare la White Defence League, accentuando notevolmente i richiami al nazismo. Nel 1960 dà vita al British National Party (da non confondere con l'omonimo partito di estrema destra d'ispirazione mosleyana fondato nel 1982) insieme a John Tyndall, nato dall'unione della White Defence League con il National Labour Party di John Edward Bean con il proprietario terriero Andrew Fountaine in qualità di presidente del nuovo partito.
Venne organizzato inoltre un campeggio primaverile cui parteciparono venti delegati appartenenti a gruppi neofascisti europei nella tenuta di Fountaine a Narford nel Norfolk, oltre a vari reduci nazisti e personalità provenienti dagli Stati Uniti vi partecipò anche l'attivista Savitri Devi, successivamente divenuta intima amica di Jordan. Ma poco dopo il British National Party si spezzò in due fazioni: quella di Jordan e Tyndall e quella di Bean e Fountaine, che non condivideva le sue posizioni filofasciste. Fu quest'ultima fazione a prevalere, portando con sé il nome del partito, la sua rivista ufficiale Combat e l'80% dei membri. Jordan riunì la fazione minoritaria restante e le died il nuovo nome di National Socialist Movement (successivamente ribattezzato British Movement) e nell'agosto dello stesso anno organizzò una conferenza internazionale che porterà alla creazione di una rete sovranazionale di movimenti neonazisti, denominata World Union of National Socialists con Colin Jordan proclamato "Führer del mondo" e con George Lincoln Rockwell, fondatore del Partito Nazista Americano in qualità di suo vice . A ciò segue un arresto con l'accusa di stare organizzando una forza paramilitare sul modello delle SA col progetto di scatenare una guerra razziale.
Condannato a nove mesi di prigione, non appena rilasciato sposa Françoise Dior (legata sentimentalmente a Tyndall ancora in carcere) per evitarle l'espulsione dal paese. I due divorzieranno nel 1967. Nel 1968 Il National Socialist Movement subisce la trasformazione in British Movement e dopo sei anni di leadership Jordan è costretto a lasciare il posto a Michael McLaughlin nel 1974. Negli anni ottanta si segnalano alcune sue prese di posizione negazioniste sull'Olocausto. Nel 2001 ha nuovamente problemi con la giustizia per via di pubblicazioni dal contenuto razzista, ma le sue gravi condizioni di salute inducono il giudice a non portare avanti il procedimento. Muore il 9 aprile 2009 nella sua casa di Pateley Bridge, nel North Yorkshire.

## Opere
- Gothic Ripples Newsletter
- Fraudulent Conversion: The Myth of Moscow's Change (1955)
- The Coloured Invasion (1967)
- Merrie England— 2,000 (1993)
- National Socialism: Vanguard of the Future, Selected Writings of Colin Jordan (1993, ISBN 87-87063-40-9)
- The Uprising 2004